# Edgar Salli
Edgard Nicaise Constant Salli (ur. 17 sierpnia 1992 w Garoui) – kameruński piłkarz występujący na pozycji napastnika.

## Kariera klubowa
Zanim Salli trafił do Francji, występował w rodzinnym kraju w klubie Cotonsport Garua. W 2011 roku podpisał umowę z występującym wówczas w drugiej lidze AS Monaco. W pierwszym sezonie występował dość regularnie w nowym klubie, w kolejnym jednak grał przede wszystkim w klubowych rezerwach. Latem 2013 roku został wypożyczony do RC Lens, a w 2014 do Académica Coimbra. Latem 2015 wypożyczono go do FC Sankt Gallen.

## Kariera reprezentacyjna
W reprezentacji Kamerunu zadebiutował 12 października 2011 roku w meczu przeciwko Gwinei Równikowej.

## Sukcesy
Cotonsport
- Mistrzostwo Kamerunu: 2010, 2011
- Puchar Kamerunu: 2011